# Clasificación Para el Campeonato de Europa Sub-19 de la UEFA 2027
La competición de clasificación para el Campeonato Europeo de la UEFA Sub-19 2027 será una competición de fútbol masculino sub-19 que determinará los siete equipos que se unirán a la anfitriona automáticamente clasificada,en la fase final del campeonato.

## Clasificación
Será lo mismo que será en 2026, Un total de 53 países de la UEFA participarán en la competición, y con la anfitriona Gales clasificada automáticamente.
Los otros 52 equipos competirán en la competición de clasificación, que constará de dos rondas: Ronda de clasificación, que tendrá lugar en octubre de 2025, y la ronda Élite, que se realizará en 2026, la cual determinará los siete lugares restantes en el torneo final.

## Formato
El formato será el mismo que será la clasificación sub-19 que se realizará en Gales en 2026 con Ronda de clasificación y Ronda Elite Ya que delos 54 equipos participantes saldran los clasificados al Torneo del Campeonato Europeo de la UEFA Sub-19 2027